# Crusader
För det amerikanska stridsflygplanet, se Vought F-8 Crusader. För Saxons album, se Crusader (musikalbum).
Crusader var en brittisk medeltung stridsvagn. Den användes flitigt av britterna under uppdraget "Operation Supercharge" i ökenkriget i andra världskriget. Den allra första introducerades 1939, den kom i 3 utföranden, MkI, MkII och MkIII, trots relativt tunnt pansar var den framgångsrik tack vare ganska hög hastighet, upp till 42kmh på landsväg, låg profil och från MKIII en effektiv 57mm 6pounder kanon.  